# Activisme per a la conservació dels oceans

Mapa animat dels oceans del món

L'activisme per a la conservació dels oceans són els esforços d'organitzacions no governamentals i persones per promoure canvis socials i polítics en l'àmbit de la conservació dels oceans. La conservació dels mars i els oceans consisteix en un conjunt d'estratègies de gestió que serveixin per protegir i preservar els ecosistemes marins i oceànics. Els activistes duen a terme campanyes de conscienciació entre el públic i empenyen els governs i les empreses a gestionar els oceans de manera sostenible, adoptar polítiques ecologistes i aplicar les lleis i polítiques en vigor a través de reglaments eficaços. Hi ha molts tipus d'organitzacions i agències que persegueixen aquests objectius comuns i lluiten contra la contaminació, la sobrepesca, la caça de balenes i la captura accessòria, alhora que donen suport a les àrees marines protegides.